# OpenRC
Az OpenRC egy nyílt forráskódú függőség-alapú init rendszer.
Az OpenRC nem rugaszkodik el sem az eredeti Unixos filozófiától (KISS), sem az init rendszerek eredeti céljától, ugyanakkor a mai igényeknek megfelelően rugalmas is, így egy modern, de Unix közeli operációs rendszer számára ideális. 100%-osan kompatibilis a Gentoo init szkriptjeivel, habár a BSD rendszerek által is használt.

## Történelmi áttekintés
Roy Marples 2004-ben Gentoo/Linux fejlesztőként moduláris hálózati szkripteket írt a baselayout csomag számára, majd 2005-ben a baselayout karbantartója lett.
2007-ben újraírta a teljes baselayout csomagot, mely baselayout-2 néven vált ismertté és bekerült a Gentoo-ba.
2007 év végére baselayout-2 még mindig maszkolt státuszban volt a FreeBSD felhasználók számára, így életben tartotta a baselayout-2 projektet, de egy újba vágott bele.
Az új - baselayoutot temető - projekt neve OpenRC lett, melyet BSD licenc alatt szándékozott kiadni.
Még 2007 decemberében kiderült, hogy az OpenRC (Open Robot Control) bejegyzett név, melyet hosszas elmélkedés követett.
A probléma megoldódott és 2008-ra az új OpenRC tesztelésre készen állt, majd március 8-ára megszületett az első kiadás.

## Jellemzők
Az OpenRC egy C és shell nyelven megírt kompakt init rendszer, mely képes a függőségek kezelésére és szolgáltatások párhuzamos indítására.

### Konfiguráció
Az OpenRC konfigurációs állományai szintén a shell szkriptek paradigmáit követik. A globális konfigurációs állomány a /etc/rc.conf, a szolgáltatások konfigurációs állományai pedig a /etc/conf.dkönyvtárban találhatóak.

A globális konfigurációs állomány rendszerint, de nem kizárólagosan az OpenRC beállítási paramétereit tartalmazza például:
```
# Global OpenRC configuration settings

# egyenként rákérdez a futtatandó szolgáltatásokra (hibakeresésnél hasznos)

rc_interactive
=
"YES"

# loggolás engedélyezése egy bizonyos fájlba

rc_logger
=
"YES"

rc_log_path
=
"/var/log/rc.log"

```

A szolgáltatásoknak lehetnek lokális konfigurációs állományai, melyek általában a szolgáltatásra jellemző nevet kapnak, például X display manager esetén xdm:
```
# az x általában a 7-es virtuális terminálon indul

# ez ellenőrzi az ütközést (ha már fut egy X)

CHECKVT
=
7

# ssdm indítása, de lehet xdm, gdm stb.

DISPLAYMANAGER
=
"sddm"

```

### Futási szintek
A futási szintek használatával indulási sebesség-optimalizálást, hibakeresést stb. lehet elősegíteni. Tegyük fel, hogy nincs állandó netes elérésünk, akkor minek indítanánk el a hálózattal kapcsolatos szolgáltatásokat (hálózat keresés, samba, nfs szerver/kliens).
| név       | leírás (ettől el lehet térni a legtöbb esetben, de nem célszerű)                                                                              |
| --------- | --- |
| sysinit   | rendszerspecifikus dolgok (pl. dev, proc, sys)                                                                                                |
| boot      | a bootolással kapcsolatos dolgok (pl. keymap, fsck, swap) • a sysinit és boot az összes többi indító futási szintesetén automatikusan elindul |
| single    | a sysinit kivételével az összes futási szint leállítása                                                                                       |
| reboot    | minden futási szint leállítása és a rendszer újraindítása                                                                                     |
| shutdown  | minden futási szint leállítása |
| nonetwork | nem indítja el a netes szolgáltatásokat |
| default   | alapértelmezett szint, ide bekerülhet már bármi (pl. xdm, mysql) • külön kérés ill. átnevezés nélkül ez fog indulni a sysinit és a boot után  |

### Szolgáltatások
A szolgáltatásokat /etc/init.dkönyvtárban lévő shell szkriptek indítják, melyre egy példa: 
```
#!/sbin/openrc-run

# Copyright 1999-2016 Gentoo Foundation

# Distributed under the terms of the GNU General Public License, v2 or later

extra_started_commands
=
"reload"

piddir
=
"/run/samba"

# függőségek kezelése a szolgáltatásokban

depend
()
 
{

	
after
 
slapd
  
# spald után induljon

	
need
 
net
     
# a net szükséges

	
use
 
cupsd
    
# használjon cupsd-t

}

DAEMONNAME
=
"
${
SVCNAME
##samba.
}
"

[
 
"
${
DAEMONNAME
}
"
 
!
=
 
"samba"
 
]
 
&&
 
daemon_list
=
${
DAEMONNAME
}

# segítő függvény (nem szükséges, de több is használható)

signal_do
()
 
{

	
local
 
signal
=
"
$1
"

	
[
 
-z
 
"
${
signal
}
"
 
]
 
&&
 
return
 
0

	
local
 
result
=
0
 
last_result
=
0
 
daemon
=
 
cmd_exec
=

	
for
 
daemon
 
in
 
${
daemon_list
}
 
;
 
do

		
eval
 
cmd_exec
=
\$
${
daemon
}
_
${
signal
}

		
if
 
[
 
-n
 
"
${
cmd_exec
}
"
 
]
;
 
then

			
ebegin
 
"
${
my_service_name
}
 -> 
${
signal
}
: 
${
daemon
}
"

			
#echo ${cmd} '->' ${!cmd}

			
${
cmd_exec
}
 
>
 
/dev/null

			
last_result
=
$?

			
eend
 
${
last_result
}

		
fi

		
result
=
$((
 
${
result
}
 
+
 
${
last_result
}
 
))

	
done

	
return
 
${
result
}

}

# szabványos indító függvény

start
()
 
{

	
${
my_service_PRE
}

	
[
 
-d
 
"
${
piddir
}
"
 
]
 
||
 
mkdir
 
-p
 
"
${
piddir
}
"

	
signal_do
 
start
 
&&
 
return
 
0

	
eerror
 
"Error: starting services (see system logs)"

	
signal_do
 
stop

	
return
 
1

}

# szabványos megállító függvény

stop
()
 
{

	
${
my_service_PRE
}

	
if
 
signal_do
 
stop
 
;
 
then

		
${
my_service_POST
}

		
return
 
0

	
fi

}

# szabványos újraindító függvény

reload
()
 
{

	
${
my_service_PRE
}

	
signal_do
 
reload

}

```

A fenti példa is mutatja, hogy egy szolgáltatás szabványos indítása szolgáltatás_név start, újraindítása (frissítése) szolgáltatás_név reload, leállítása pedig szolgáltatás_név stopparanccsal történik.
Az OpenRC-ben végrehajthatóak ugyanazon parancsok amik a népszerű systemd-ben. Ezt az összehasonlítást foglalja össze a következő táblázat:
|                                                                             | OpenRC                               | systemd                          |
| --------------------------------------------------------------------------- | ------------------------------------ | -------------------------------- |
| A futó szolgáltatások listázása                                             | rc-status                            | systemctl list-units             |
| Az elakadt szolgáltatások listázása                                         | rc-status --crashed                  | systemctl --failed               |
| A futási szintekhez tartozó szolgáltatások listázása                        | rc-update show                       |                                  |
| Az összes elérhető szolgáltatás listázása                                   | rc-update -v show                    |                                  |
| A szolgáltatások listázása, futási szintek nélkül                           | rc-service -l                        | systemctl --all                  |
| Szolgáltatás engedélyezése\|tiltása                                         | rc-update add\|del daemon [runlevel] | systemctl enable\|disable daemon |
| Parancs adása a szolgáltatásnak • szolgáltatások: start, stop, restart, ... | rc-service daemon command            | systemctl command daemon         |